# Újbuda Rebels 2010
Questa voce raccoglie le informazioni riguardanti gli Újbuda Rebels nelle competizioni ufficiali della stagione 2010.

## Divízió I 2010

### Stagione regolare
| 10 aprile 2010 1ª giornata | Újbuda Rebels | 13 – 7 | Dunaújváros Gorillaz |  |

| 25 aprile 2010 3ª giornata | Újbuda Rebels | 0 – 32 | Budapest Cowboys |  |

| 9 maggio 2010 5ª giornata | Újpest Bulldogs | 2 – 46 | Újbuda Rebels |  |

| 29 maggio 2010 8ª giornata | Újbuda Rebels | 42 – 0 | Budapest Titans |  |

| 10 luglio 2010 14ª giornata | Debrecen Gladiators | 2 – 51 | Újbuda Rebels |  |

| 5 settembre 2010 17ª giornata | Szolnok Soldiers | 13 – 31 | Újbuda Rebels |  |

### Playoff
| Budapest 2 ottobre 2010 Semifinale | Budapest Wolves | 17 – 7 | Újbuda Rebels | Sportmax (500 spett.) |

## Statistiche di squadra
| Competizione      | %Vittorie | In casa | In casa | In casa | In casa | In casa | In casa | In trasferta | In trasferta | In trasferta | In trasferta | In trasferta | In trasferta | Totale | Totale | Totale | Totale | Totale | Totale |
| Competizione      | %Vittorie | G       | V       | N       | P       | Pf      | Ps      | G            | V            | N            | P            | Pf           | Ps           | G      | V      | N      | P      | Pf     | Ps     |
| ----------------- | --------- | ------- | ------- | ------- | ------- | ------- | ------- | ------------ | ------------ | ------------ | ------------ | ------------ | ------------ | ------ | ------ | ------ | ------ | ------ | ------ |
| Stagione regolare | 1.000     | 3       | 2       | 0       | 0       | 55      | 39      | 3            | 3            | 0            | 0            | 128          | 17           | 6      | 5      | 0      | 1      | 183    | 56     |
| Playoff           | .000      | 0       | 0       | 0       | 0       | 0       | 0       | 1            | 0            | 0            | 1            | 7            | 17           | 1      | 0      | 0      | 1      | 7      | 17     |
| Totale            | .714      | 3       | 2       | 0       | 1       | 55      | 39      | 4            | 3            | 0            | 1            | 135          | 34           | 7      | 5      | 0      | 2      | 190    | 73     |